# Poedra
Poedra ist eine deutschsprachige Rapperformation aus Duisburg. Sie besteht aus dem türkischstämmigen Sezen und den griechischstämmigen Stathi und Niko.
Ihr selbst geschriebenes und selbst produziertes Debüt-Album Aktion Schwarzer Vogel (2004) entstand in Zusammenarbeit mit dem griechischen Independent-Label 8ctagon. Zahlreiche weitere Tracks der Musiker erschienen auf Kompilationen, zum Beispiel der WEA.
Die Musiker, die „scharfzüngige Texte (…) jenseits des Gangsta-Raps“ (Cosmo-TV) bieten, und Beats erfinden, die auch von anderen Rappern benutzt werden, sind privat befreundet. Mit Chilli Chilli Wa Productions betreiben sie in Duisburg ein Plattenproduktionsstudio, in dem sie sich selbst, Solo-Projekte, sowie weitere junge Musiker aus ihrem Umfeld produzieren.
Die Gruppe, trat 2006 auch an zwei Abenden bei den Ruhrfestspielen auf.
2009 löste sich Poedra nach zehn Jahren Zusammenarbeit auf.

## Diskografie

### Eigene

#### Album
- 2004: Poedra - Aktion Schwarzer Vogel (LP / 8ctagon-Chilli Chilli Wa Productions) * Das Debüt-Album von Poedra

#### Samplerbeiträge
- 2004: B.D. Foxmoor - Sfina (EP / 8ctagon) * vertreten mit den Produktionen zu "Ksepesmos" und "Tha’cho Figei Makria"
- 2004: Low Bap Sessions - Volume 2 (Sampler / 8ctagon) * vertreten mit den Titeln  "All of Us" & Duisburger Arbeitszone
- 2003: B.D. Foxmoor - Low Bap Mixtape vol.1 (Mixtape / 8ctagon) * vertreten mit dem Titel Wieviele Brüder
- 2003: Umicah - Red Zone (Sampler / 8ctagon) * vertreten mit dem Titel Wieviele Brüder
- 2000: Active Member - Live/Remix (2LP / WEA Greece) * vertreten mit dem Titel ASV Wahrheit
- 2000: Brigada - Anespera Ksorkia (LP / WEA Greece) * vertreten mit dem Titel "Stous Ilithious den ipokiptei to simpan"
- 1999: Duisburger Komplex – Kommt in die Pötte (Sampler / Eigenvertrieb) * vertreten mit den Titeln "Poutana Zoi" & Meine Welt

### Produktion
- 2006: Stathi - Rauch in der Lunge (LP / Chilli Chilli Wa Productions) * Soloalbum des Poedra MCs Stathi
- 2005: Chilli Chilli Wa Productions - Bunker Edition vol.1 (Sampler / Chilli Chilli Wa Productions) * Der Hauseigene Sampler
- 2005: Confusion Sucks - Confusion Sucks (LP / Scenic View)
- 2003: Sadahzinia - H Bouh kai ta kamomata (LP / 8ctagon) * Produktion diverser Beats